# Như Thanh (xã)
Như Thanh là một xã thuộc tỉnh Thanh Hóa, Việt Nam.
Được thành lập ngày 16 tháng 6 năm 2025 theo Nghị quyết số 1686/NQ-UBTVQH15 của Ủy ban Thường vụ Quốc hội trên cơ sở diện tích tự nhiên và quy mô dân số của toàn bộ thị trấn Bến Sung, các xã Xuân Khang, Hải Long cùng một phần xã Yên Thọ thuộc huyện Như Thanh, xã Như Thanh chính thức hoạt động từ ngày 1 tháng 7 cùng năm.
Xã Như Thanh có diện tích tự nhiên 84,07 km², quy mô dân số năm 2024 là 26.231 người, mật độ dân số đạt 312 người/km².